# Euproctis eupeperata
Euproctis eupeperata är en fjärilsart som beskrevs av Collenette 1947. Euproctis eupeperata ingår i släktet Euproctis och familjen tofsspinnare. Inga underarter finns listade i Catalogue of Life.